# کاسن (مینه‌سوتا)
کاسن (به انگلیسی: Cusson) یک منطقهٔ مسکونی در ایالات متحده آمریکا است که در شهرستان سنت لوئیس، مینه‌سوتا واقع شده‌است. کاسن ۴۰ نفر جمعیت دارد و ۴۰۶٫۰ متر بالاتر از سطح دریا واقع شده‌است.